# Ricarda Haaser
Ricarda Haaser, född den 10 september 1993 och uppvuxen i Eben am Achensee, är en österrikisk alpin skidåkare som tävlar i samtliga discipliner. Hon gjorde sin världscupdebut den 16 november 2013 i Levi.
Sin största nationella framgång har hon nått i österrikiska mästerskapen 2016, där hon vann i storslalom. I världscupen har hon som bäst nått plats #10. Hon slutade på nionde plats vid VM 2017 i alpin kombination.
Hennes bror Raphael Haaser är också alpin skidåkare.